# Klampis Timur
Klampis Timur is een bestuurslaag in het regentschap Bangkalan van de provincie Oost-Java, Indonesië. Klampis Timur telt 1902 inwoners (volkstelling 2010).